# Svenska mästerskapen i fälttävlan 2006
Svenska mästerskapen i fälttävlan 2006 avgjordes i Halmstad. Tävlingen var den 56:e upplagan av Svenska mästerskapen i fälttävlan.

## Resultat
| Placering | Ryttare             | Häst           |
| --------- | ------------------- | -------------- |
| 1         | Anna Hassö          | Son of a Bitch |
| 2         | Linda Algotsson     | My Fair Lady   |
| 3         | Piia Pantsu         | Karuso         |
| 4         | Tobias Grönberg     | Amaretto       |
| 5         | Tobias Grönberg     | Theodor        |
| 6         | Viktoria Carlerbäck | Onyx           |